# Charles Hatchett
Charles Hatchett, angleški kemik, * 2. januar 1765, † 10. marec 1847, London.
Hatchett je odkril niobij.